# Ciceu
Ciceu (en hongrois: Csikcsicsó) est une commune roumaine du județ de Harghita, dans le Pays sicule (région ethno-culturelle et linguistique), dans la région historique de Transylvanie. Elle est composée des deux villages suivants:
- Ciaracio (Casaracsó)
- Ciceu, siège de la commune

## Monuments et lieux touristiques
- Église catholique "St. Anton de Pauda" du village de Ciceu (construite au XVIIIe siècle), monument historique[1]
- Château-fort Ciceu (construite au XIIe siècle), monument historique[2]